# John Tod
John Tod (ur. 9 października 1862 w Crieff, zm. 9 września 1935) – szkocki rugbysta, reprezentant kraju.
W trakcie kariery sportowej reprezentował klub Watsonians.
W latach 1884–1886 rozegrał w Home Nations Championship dziewięć spotkań dla szkockiej reprezentacji, zdobywając dwa przyłożenia, które wówczas nie miały jednak wartości punktowej.